# Илга
Илга́ — река в Иркутской области России, левый приток Лены.
Длина — 289 км, площадь водосборного бассейна — 10 400 км².

## Гидрология
Среднегодовой расход воды — 34 м³/с. Питание реки происходит в основном за счёт таяния снега и летних дождей. Замерзает в октябре, вскрывается в мае.

Бассейн Лены

| Средний расход воды (м³/с) реки Илги по месяцам с 1936 по 1964 гг. (замеры производились на гидрологическом посту в 24 км от устья) |